# Дзоценидзе, Георгий Самсонович
Георгий Самсонович Дзоценидзе (груз. გიორგი სამსონის ძე ძოწენიძე; 28 января [10 февраля] 1910, Кутаис, Кутаисская губерния, Российская империя — 5 мая 1976, Тбилиси) — грузинский учёный-геолог, государственный, партийный деятель, действительный член АН Грузинской ССР (1955) и АН СССР (1968). Член КПСС с 1940.

## Биография
Родился 28 января (10 февраля) 1910 года в Кутаиси в семье крестьянина, в возрасте двух лет потерял мать.
После окончания школы в 15 лет уехал учиться в Тбилиси.
В 1929 окончил Тбилисский университет и начал работать там же лаборантом и ассистентом.
В 1933—1934 годах — заведующий кафедрой минералогии и петрографии педагогического института в Кутаиси.
В 1934—1959 годах — профессор, заведующий кафедрой, декан, ректор (1958—59) Тбилисского университета.
В 1951—1955 годах исполнял обязанности академика-секретаря, в 1955—1958 годах — первый вице-президент АН Грузинской ССР.
С 1959 — председатель Президиума Верховного Совета Грузинской ССР, с 1960 — заместитель председателя Президиума Верховного Совета СССР.
На ХХ — ХХIV съездах КПСС избирался членом Центральной ревизионной комиссии. Депутат Верховного Совета СССР 5—8-го созывов.
В 1975 году встречал королеву Дании Маргрете II в Ленинграде во время её визита в СССР.
С января 1976 года — персональный пенсионер союзного значения.
Скончался 5 мая 1976 года в Тбилиси. Похоронен на Сабурталинском кладбище.

## Научные интересы
Основные труды посвящены проблемам палеовулканологии, связи магматизма с тектоникой. Дзоценидзе — один из создателей учения о вулканогенно-осадочном литогенезе.

## Награды и премии
- 3 ордена Ленина[3]
- Ленинская премия (1972)
- Сталинская премия второй степени (1950) за петрографические исследования вулканогенных горных пород Грузии, обобщённые в научном труде «Домиоценовый эффузивный вулканизм Грузии» (1948)
- Орден Октябрьской Революции
- Орден Трудового Красного Знамени.

## Членство в организациях
- 1940 — ВКП(б).
- 1955 — Академик АН Грузинской ССР
- 1968 — Академик АН СССР
- 1973 — Председатель Национального комитета геологов СССР[2].

## Сочинения
- Домиоценовый эффузивный вулканизм Грузии, Тб., 1948;
- Молодые диоритовые породы окрестностей г. Кутаиси, Тб., 1948;
- Литология и палеогеография полосы среднеюрских угленосных отложений Западной Грузии, Тб., 1961 (совм. с Н. И. Схиртладзе);
- Влияние вулканизма на образование осадков, М., 1965 (2 изд. под названием — Роль вулканизма в образовании осадочных пород и руд, М., 1969).